# Município de Clinton (condado de Vinton, Ohio)
Localização do Ohio nos E.U.A.
O município de Clinton (em inglês: Clinton Township) é um município localizado no condado de Vinton no estado estadounidense de Ohio. No ano 2018 tinha uma população de 1.871 habitantes.

## Geografia
O município de Clinton encontra-se localizado nas coordenadas 39° 11′ 02″ N, 82° 29′ 05″ O. Segundo a Departamento do Censo dos Estados Unidos, o município tem uma superfície total de 81.9 km², da qual 79,63 km² correspondem a terra firme e (2,78 %) 2,27 km² é água.

## Demografia
Segundo o censo de 2018, tinha 1.871 pessoas residindo no município de Clinton.